# Goiserer Hütte
Die Goiserer Hütte ist eine Schutzhütte der Kategorie I der Sektion Bad Goisern des Österreichischen Alpenvereins in den Salzkammergut-Bergen. Die Hütte befindet sich auf 1592 m ü. A. auf einem Sattel zwischen Sonnenwendkogel und Hohem Kalmberg. Die Hütte wurde 1932/1933 erbaut, am 9. September 1933 eröffnet und 2013 erweitert. Sie ist ein Stützpunkt für Weitwanderer auf dem Nordalpenweg (Österreichischer Weitwanderweg 01).